# 로얄 바루나 요트 클럽

로얄 바루나 요트 클럽

로얄 바루나 요트 클럽은 태국의 요트 클럽이다. 파타야(Pattaya)에 위치하고 있다.

## 역사
1957년에 Walter Meyer를 클럽장으로 설립되었다. 1965년에 당시 태국의 왕 Bhisadej가 왕가의 후원을 선언하면서 Varuna Yacht Club에서 Royal Varuna Yacht Club으로 이름이 바뀌었다. 1967년에 현재의 위치로 이전하였다.

## 위치
286 Moo 12 Phatumnak Rd., Nongprue, Banglamung Chonburi 20150 Thailand에 위치하고 있다.

## 시설
회원들이 숙식할 수 있는 기숙사형의 숙소가 있다. 한 방에는 4개의 침실이 있다. 주 건물에는 식사를 할 수 있는 식당과 회원등록 및 요트 수업을 신청할 수 있는 사무실이 있다. 요트를 보관할 수 있는 창고와 수영장 또한 존재한다.